# Ольховский, Николай Иванович (генерал-майор)
Николай Иванович Ольховский (1819—1868) — генерал-майор Корпуса горных инженеров, начальник Санкт-Петербургского монетного двора, инженер, водевилист.

## Биография
Родился 29 апреля (11 мая) 1819 года.
По окончании курса в Корпусе горных инженеров в 1835 году был при нём и оставлен. Сначала занимал должность смотрителя магнитной и метеорологической обсерватории, а потом казначея, секретаря учебного комитета и преподавателя начертательной геометрии. 
В 1855 году он был назначен начальником 1-го отделения Департамента горных и соляных дел. Состоя в этой должности, Ольховский в 1861 году был командирован за границу для наблюдения за производством порученной русским правительством парижскому и страсбургскому монетным дворам чеканки русской серебряной монеты. Этой командировкой Ольховский воспользовался, чтобы изучить монетное дело за границей, и по возвращении в Россию представил в Департамент горных и соляных дел записку о необходимых улучшениях в деле чеканки монеты на нашем Монетном дворе. Назначенный 4 апреля 1863 года начальником Санкт-Петербургского Монетного Двора, он тотчас же деятельно принялся за реформу монетного дела. В его сравнительно непродолжительное управление Монетным Двором, кроме преобразований чисто административного характера, заключавшихся в изменении штатов, были введены новые образцы серебряной разменной (48°) и медной монет, образцы, действующие и в настоящее время, и началась чеканка медной монеты, производившаяся ранее лишь на Екатеринбургском монетном дворе. При нём же введены были первые штемпелерезные машины, что составило известную эпоху в монетном деле, значительно упростив и удешевив его производство. 
Дальнейшая преобразовательная деятельность Ольховского была прервана его смертью 30 октября (11 ноября) 1868 года.
Помимо своей деятельности в качестве преподавателя горного института, начальника отделения департамента горных и соляных дел и начальника Санкт-Петербургского монетного двора, Ольховский многократно принимал участие в разных комиссиях и комитетах, учреждавшихся при департаменте горных и соляных дел и при Министерстве финансов Российской империи и сверх того, по особому Высочайшему повелению, на него временно был возложен надзор за металлическими балками и стропилами Зимнего Дворца.
Кроме того, Н. И. Ольховский не чужд был и литературы, работая по временам в «Горном журнале», где поместил много своих статей, из которых некоторые вышли отдельным изданием. В их числе: «Описание железных балок и стропил, устроенных в Зимнем Дворце при возобновлении его» (СПб., 1839), «Доклад Общему Собранию комиссии по пересмотру Горного Устава касательно законоположений и правил для руководства при действиях Петербургского Монетного Двора» (СПб., 1861). 
Во второй половине 40-х и 50-х гг. он увлёкся театром, и под псевдонимом «Оникс» написал ряд водевилей, преимущественно одноактных, рисующих быт мелкого петербургского люда. Пьесы эти пользовались в свое время большим успехом. Наиболее заметными водевилями стали: «Ай да французский язык» (поставлен на императорской сцене в Петербурге в первый раз в 1848 году), «От желанья служить» (поставлен в 1848 г.). «Настроил, расстроил и устроил» (поставлен в 1848 г.), «Первое декабря или я именинница» (поставлен в 1848 г.), «Аллегри» (поставлен в 1849 г.), «Лоскутница» (поставлен в 1849 г.), «Любовь и кошка» (поставлен в 1850 г.), «Курьерская свадьба» (поставлен в 1851 г.), «Неудача за неудачей» (поставлен в 1852 г.), «Жид за печатью» (переводной с французского водевиль, поставлен в 1853 г.) и «Незнакомые знакомцы» (поставлен в 1855 году).